# Steinstücken
Steinstücken è un piccolo insediamento appartenente al quartiere Wannsee di Berlino.

## Storia
Steinstücken ha costituito dal 1920 (incorporazione nella "Grande Berlino") al 1949 un'exclave di Berlino all'interno della provincia del Brandeburgo, e successivamente un'exclave di Berlino Ovest (settore di occupazione statunitense) nel territorio della Repubblica Democratica Tedesca.
Delle molte exclave berlinesi, Steinstücken era l'unica abitata (circa 300 abitanti); pertanto, nel 1972, nell'ambito di uno scambio territoriale, fu collegata tramite una stretta striscia con il resto della città, perdendo così il suo status di exclave.
Steinstücken rimase tuttavia fino al 1990 circondata dal Muro di Berlino, che la separava dal territorio circostante appartenente alla città di Potsdam.